# 기시네코엔역
기시네코엔역(일본어: 岸根公園駅)은 일본 가나가와현 요코하마시 고호쿠구에 있는 철도역이다. 역 번호는 B24이다.
이 역의 일부는 기시네 공원의 시노하라 연못의 바로 밑에 있다. 또한 이 역 부근에서 도카이도 화물선(고호쿠 터널)과 교차하고 있다.

## 타는 곳
상대식 승강장 2면 2선의 지하역 형태이다.
| 1 | ■ 블루 라인 | 요코하마・간나이・가미오오카・도쓰카・쇼난다이 방면 |
| 2 | ■ 블루 라인 | 신요코하마・센터 미나미・아자미노 방면              |

## 이용 현황
- 1일 평균 승차 인원
  - 2008년 5,237명
  - 2009년 5,444명
  - 2010년 5,524명
  - 2011년 5,450명

## 역세권 정보
- 기시네 공원
- 가나가와 현(県) 경찰 교통안전센터
- 가나가와 현립 기시네 고등학교
- 슈퍼탑 주식회사

## 역사
- 1985년 3월 14일: 영업 개시.
- 2007년 4월 21일: 스크린도어 사용 개시.

## 사진

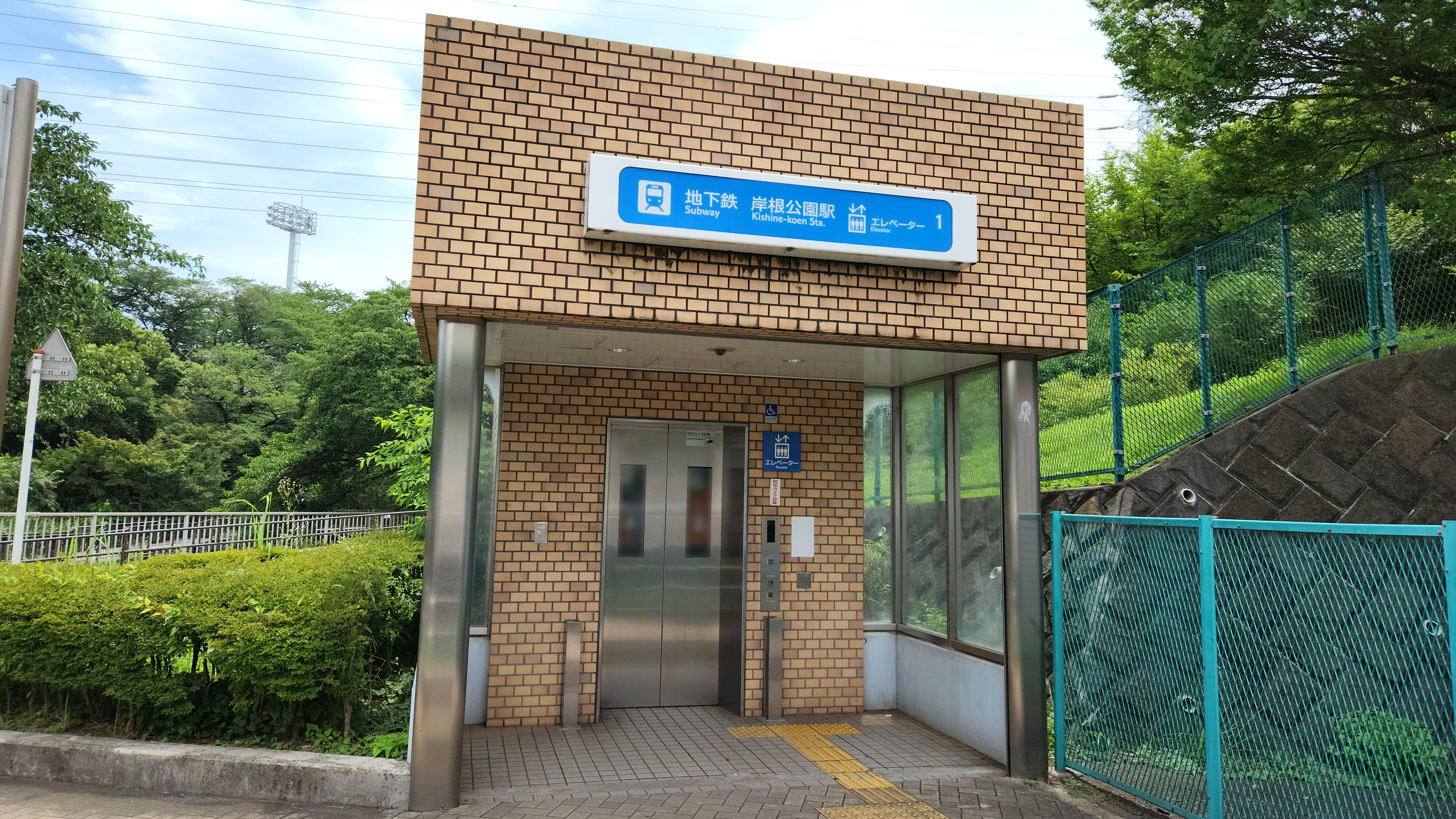
1번 출입구(2023년 7월)
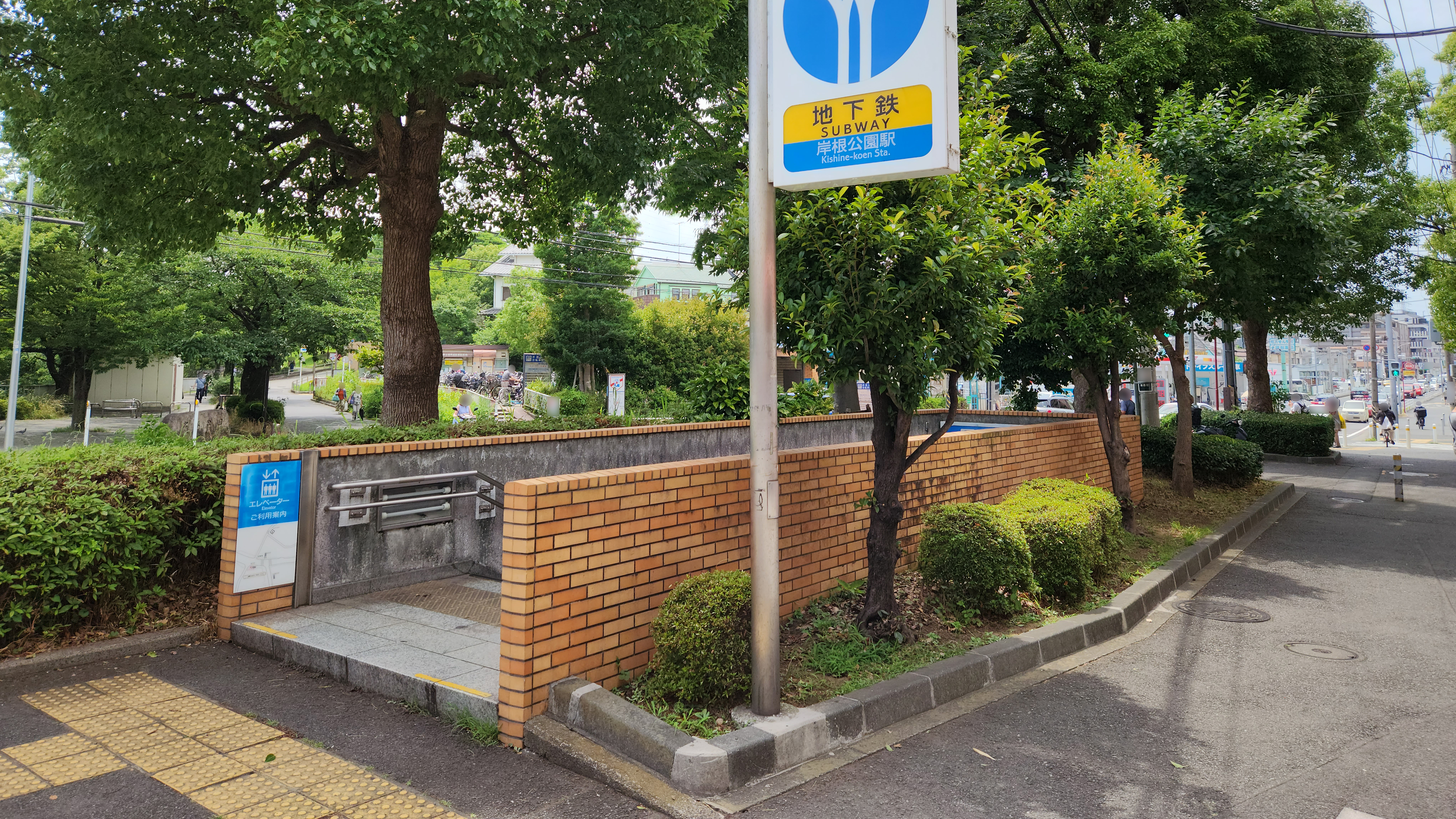
3번 출입구(2023년 7월)
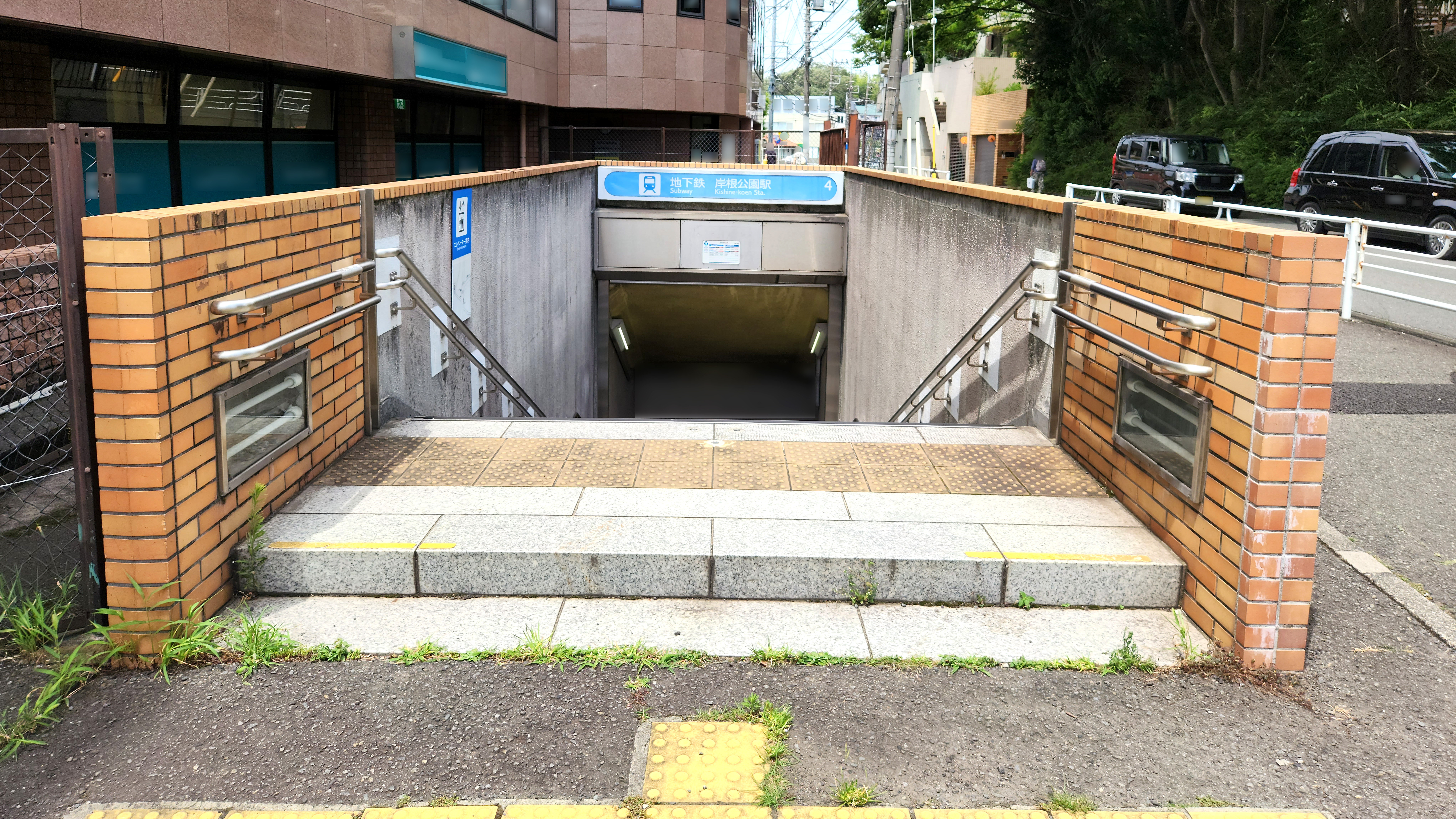
4번 출입구(2023년 7월)
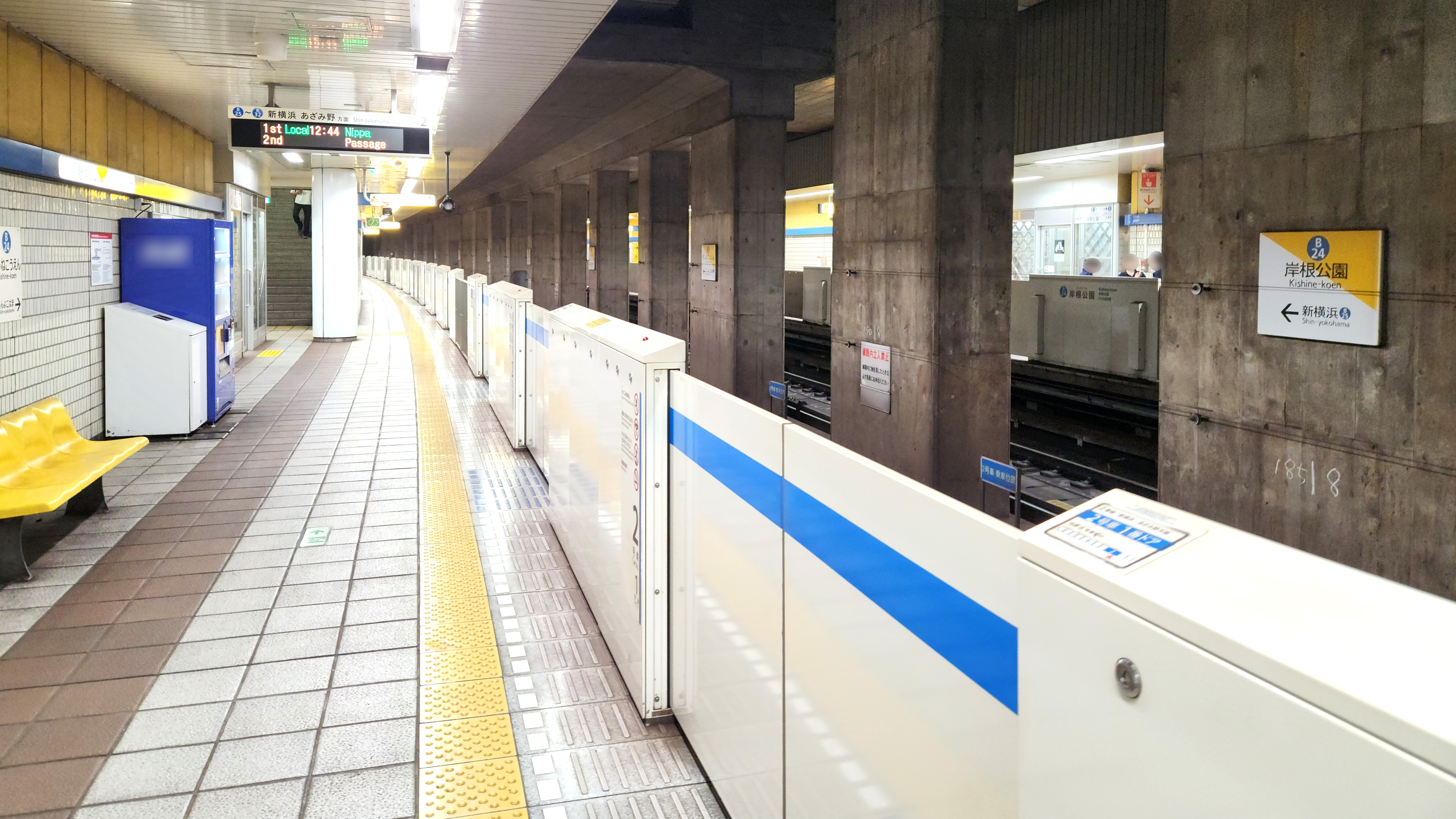
2번 승강장(2023년 7월)

## 인접역
| 요코하마 시 교통국 ■ 지하철 3호선(블루 라인) | 요코하마 시 교통국 ■ 지하철 3호선(블루 라인) | 요코하마 시 교통국 ■ 지하철 3호선(블루 라인) |
| -------------------------------------------- | -------------------------------------------- | -------------------------------------------- |
| B23 가타쿠라초 쇼난다이 방면                 |                                              | 신요코하마 B25 아자미노 방면                 |